# Jud
Jud ou Jude (hébreu : יהוד) est un nom d'origine hébraïque qui signifie « celui qui est aimé de Dieu », « digne de louange divine » ou « confesseur divin ». Selon d'autres sources[Lesquelles ?], il signifierait  simplement « appartenant à la tribu de Juda » ou Juif. Dans ce dernier cas, assume le poste de nom de famille[Quoi ?].